# Gonatas schellongi
Gonatas schellongi es una especie de coleóptero de la familia Passalidae.

## Distribución geográfica
Habita en Nueva Guinea y Australia.